# Lophothericles punctulatus
Lophothericles punctulatus is een rechtvleugelig insect uit de familie Thericleidae. De wetenschappelijke naam van deze soort is voor het eerst geldig gepubliceerd in 1910 door Karny.